# Tornanádaska
Tornanádaska es un pueblo ubicado en el distrito de Edelény, condado de Borsod-Abaúj-Zemplén, Hungría.

## Superficie
Posee una superficie de 7,830 kilómetros cuadrados.

## Demografía
Hasta 2022 la población era de 752 habitantes, con una densidad de población de 96,04 habitantes por kilómetro cuadrado.